# Filmographie de Sidney Poitier
 (janvier 2022).

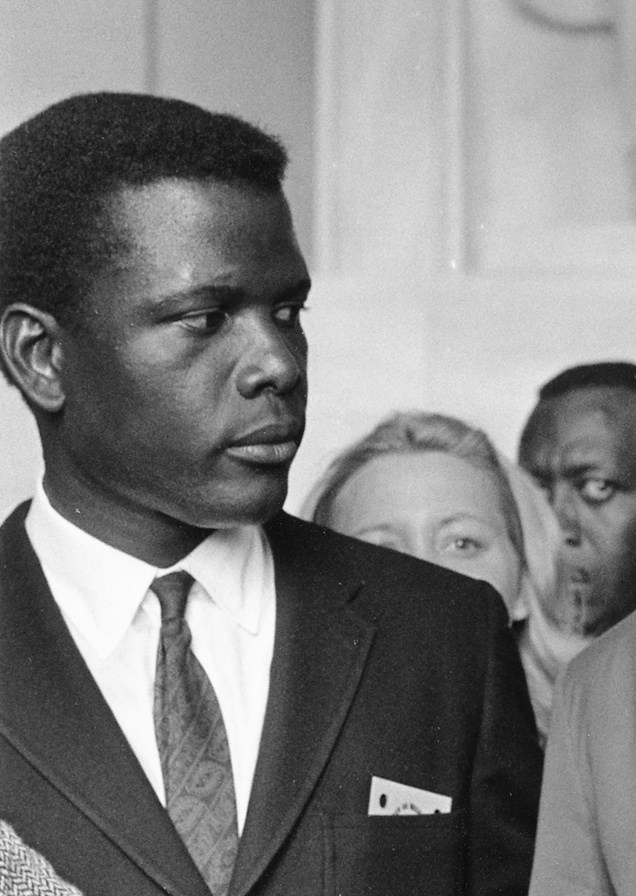
Sidney Poitier lors de la marche pour les droits civiques à Washington, DC en 1963

Sidney Poitier était acteur, réalisateur, militant et ambassadeur. Il était surtout connu pour son travail novateur et révolutionnaire dans les années 50 et 60. Ses performances marquantes au cinéma incluent The Defiant Ones (1958), Porgy and Bess (1959), A Raisin in the Sun (1961), Paris Blues (1961), Lilies of the Field (1963), A Patch of Blue (1965), À monsieur, avec amour, Dans la chaleur de la nuit et Devinez qui vient dîner (tous en 1967).

## Filmographie

### Acteur
| Year | Title                                 | Role                            | Notes                                         |
| ---- | ------------------------------------- | ------------------------------- | --------------------------------------------- |
| 1947 | Sepia Cinderella                      | Figurant dans une boîte de nuit | Non attribué                                  |
| 1949 | From Whence Cometh My Help            | Lui-même                        | Documentaire                                  |
| 1950 | La porte s'ouvre                      | Dr. Luther Brooks               | Policier, drame, film noir, thriller          |
| 1951 | Pleure, Ô pays bien-aimé              | Reverend Msimangu               | Drame                                         |
| 1952 | Les conducteurs du diable             | Cpl. Andrew Robertson           | Action, drame, guerre                         |
| 1954 | Go, Man, Go !                         | Inman Jackson                   | Drame, sport                                  |
| 1955 | Graine de violence                    | Gregory W. Miller               | Policier, drame                               |
| 1956 | Good-bye, My Lady                     | Gates Watson                    | Drame                                         |
| 1957 | L'homme qui tua la peur               | Tommy Tyler                     | Drame                                         |
| 1957 | Le Carnaval des dieux                 | Kimani Wa Karanja               | Drame, guerre                                 |
| 1957 | L'Esclave libre                       | Rau-Ru Ponce de Leon            | Drame                                         |
| 1957 | La Marque du faucon                   | Obam                            | Drame                                         |
| 1958 | Virgin Island                         | Marcus                          | Aventure, drame, romance.                     |
| 1958 | La Chaîne                             | Noah Cullen                     | Policier, drame                               |
| 1959 | Porgy and Bess                        | Porgy                           | Drame, comédie musicale, romance              |
| 1960 | Les Marines attaquent                 | Sgt. Eddie Towler               | Action, drame, guerre                         |
| 1961 | Un Raisin au soleil                   | Walter Lee Younger              | Drame                                         |
| 1961 | Paris Blues                           | Eddie Cook                      | Drame, film musical, romance                  |
| 1962 | Pressure Point                        | Médecin                         | Drame                                         |
| 1963 | Les Drakkars                          | Aly Mansuh                      | Aventure, drame, film historique              |
| 1963 | Les lys des champs                    | Homer Smith                     | Drame                                         |
| 1965 | Aux postes de combat                  | Ben Munceford                   | Drame, thriller                               |
| 1965 | La plus grande histoire jamais contée | Simon of Cyrene                 | Drame, film biographique, historique.         |
| 1965 | Un coin de ciel bleu                  | Gordon Ralfe                    | Drame, romance                                |
| 1965 | 30 minutes de sursis                  | Alan Newell                     | Drame                                         |
| 1966 | La bataille de la vallée du diable    | Toller                          | Drame, thriller, western                      |
| 1967 | Les anges aux poings serrés           | Mark Thackeray                  | Drame                                         |
| 1967 | Dans la chaleur de la nuit            | Det. Virgil Tibbs               | Policier, drame, thriller                     |
| 1967 | Devine qui vient dîner...             | Dr. John Wade Prentice          | Comédie, drame                                |
| 1968 | Mon Homme                             | Jack Parks                      | Comédie, drame, romance                       |
| 1969 | L'Homme perdu                         | Jason Higgs                     | Policier, drame, romance                      |
| 1970 | King : de Montgomery à Memphis.       | Narrateur                       | Documentaire                                  |
| 1970 | Appelez-moi Monsieur Tibbs!           | Lt. Virgil Tibbs                | Policier, Drame                               |
| 1971 | Brother John                          | John Kane                       | Drame, science-fiction                        |
| 1971 | L'organisation                        | Lt. Virgil Tibbs                | Action, policier, drame, thriller             |
| 1972 | Buck et son complice                  | Buck                            | Aussi réalisateur. Aventure, drame, western.  |
| 1973 | L'amour fleurit en décembre           | Matt Younger                    | Drame, romance                                |
| 1974 | Uptown Saturday Night                 | Steve Jackson                   | Aussi réalisateur. Action, comédie, policier  |
| 1975 | Le vent de la violence                | Shack Twala                     | Action, aventure, drame, thriller             |
| 1975 | Let's Do it Again                     | Clyde Williams                  | Aussi réalisateur. Action, comédie, policier. |
| 1977 | A Piece of the Action                 | Manny Durrell                   | Aussi réalisateur. Policier, comédie          |
| 1979 | Paul Robeson: Tribute to an Artist    | Narrateur                       | Documentaire, court-métrage                   |
| 1988 | Randonnée pour un tueur               | Warren Stantin                  | Action, aventure, policier, drame, thriller   |
| 1988 | Little Nikita                         | Roy Parmenter                   | Drame,thriller                                |
| 1991 | Separate but Equal                    | Thurgood Marshall               | Drame, film historique                        |
| 1992 | Les Experts                           | Donald Crease                   | Comédie, policier, drame, thriller            |
| 1994 | A Century of Cinema                   | Lui-même                        | Documentaire                                  |
| 1996 | Wild Bill: Hollywood Maverick         | Lui-même                        | Documentaire                                  |
| 1997 | Le Chacal                             | Carter, Agent Spécial du FBI    | Action, policier, drame,thriller              |
| 2001 | Ralph Bunche: An American Odyssey     | Narrateur                       | Documentaire                                  |
| 2004 | Tell Them Who You Are                 | Lui-même                        | Documentaire                                  |
| 2008 | Mr. Warmth: The Don Rickles Project   | Lui-même                        | Documentaire. Comédie                         |

### Réalisateur
| An   | Titre                              |
| ---- | ---------------------------------- |
| 1972 | Buck et le prédicateur             |
| 1973 | L'amour fleurit en décembre        |
| 1974 | Uptown Saturday Night              |
| 1975 | Let's do it again                  |
| 1977 | A Piece of the Action              |
| 1980 | Faut s'faire la malle...           |
| 1982 | Hanky Panky: la folie aux trousses |
| 1985 | Fast Forward                       |
| 1990 | Ghost Dad                          |

### Télévision
| An      | Titre                              | Rôle              | Remarques                         |
| ------- | ---------------------------------- | ----------------- | --------------------------------- |
| 1952    | Atelier de télévision CBS          | Interprète        | Épisode : Amour insouciant        |
| 1952    | Omnibus                            | Interprète        | Épisode : Le procès d'Anne Boleyn |
| 1962    | Le spectacle de ce soir Jack Paar  | Lui-même          | 1 épisode                         |
| 1969    | Le spectacle de Mike Douglas       | Lui-même          | 1 épisode                         |
| 1972    | Le spectacle de Dick Cavett        | Lui-même          | 1 épisode                         |
| 1972    | Le nouveau spectacle de Bill Cosby | Lui-même          | 1 épisode                         |
| 1975    | Le spectacle Merv Griffin          | Lui-même          | 1 épisode                         |
| 1979    | Le spectacle de Mike Douglas       | Lui-même          | 1 épisode                         |
| 1991    | Séparé mais égal                   | Thurgood Marshall | téléfilm                          |
| 1995    | Enfants de la poussière            | Gypsy Smith       | 2 épisodes                        |
| 1996    | À monsieur, avec amour II          | Marc Thackeray    | téléfilm                          |
| 1997    | Mandela et de Klerk                | Nelson Mandela    | téléfilm                          |
| 1998    | David et Lisa                      | Dr Jack Miller    | téléfilm                          |
| 1999    | The Simple Life of Noah Dearborn   | Noé Dearborn      | téléfilm                          |
| 1999    | Libre d'Eden                       | Will Cleamons     | téléfilm                          |
| 2000-07 | Le spectacle d'Oprah Winfrey       | Lui-même          | 5 épisodes                        |
| 2001    | The Last Brickmaker in America     | Henri Cobb        | téléfilm                          |
| 2008    | Larry King en direct               | Lui-même          | 1 épisode                         |